# Kate Edger
Pour les articles homonymes, voir Evans.
Kate Milligan Evans, née Edger le 6 janvier 1857 à Abingdon-on-Thames (Royaume-Uni) et morte le 6 mai 1935 à Dunedin (Nouvelle-Zélande), est une universitaire néo-zélandaise. Elle est la première femme de Nouvelle-Zélande à obtenir un diplôme universitaire, et la deuxième dans l'Empire britannique. 

## Biographie

### Jeunesse et études
Edger naît en 1857 à Abingdon, dans le compté du Berkshire, en Angleterre. Son père est le révérend Samuel Edger, un pasteur chrétien.  Sa famille émigre d'Angleterre vers la Nouvelle-Zélande en 1862. Ils vivent à Albertland puis à Auckland.
Edger et ses sœurs reçoivent une grande partie de leur éducation précoce de leur père, diplômé universitaire,. L'enseignement supérieur est inaccessible aux femmes à l'époque, mais Edger se montrant prometteuse sur le plan académique, elle est intégrée à une classe de l'Auckland Grammar School. Lorsqu'Edger demande au Sénat de l'université de Nouvelle-Zélande l'autorisation de postuler pour une bourse universitaire, elle n'indique pas son sexe et sa candidature est acceptée. Elle est la seule femme affiliée à l'université de Nouvelle-Zélande parmi les élèves de l'Auckland Grammar School (l'Auckland University College n'existe alors pas encore). Elle obtient le 11 juillet 1877 un Bachelor of Arts à l'université de Nouvelle-Zélande, avec une spécialisation en mathématiques et latin.  Sa qualification est saluée et 1 000 personnes viennent l'acclamer lorsque l'évêque lui décerne un camélia, symbolisant sa modestie et sa réussite. Elle est la première femme à obtenir un diplôme universitaire en Nouvelle-Zélande, et probablement la deuxième dans tout l'Empire britannique. 
Edger et sa sœur, Lilian, obtiennent toutes les deux une maîtrise du Canterbury College (aujourd'hui appelé université de Canterbury). 

### Carrière professionnelle

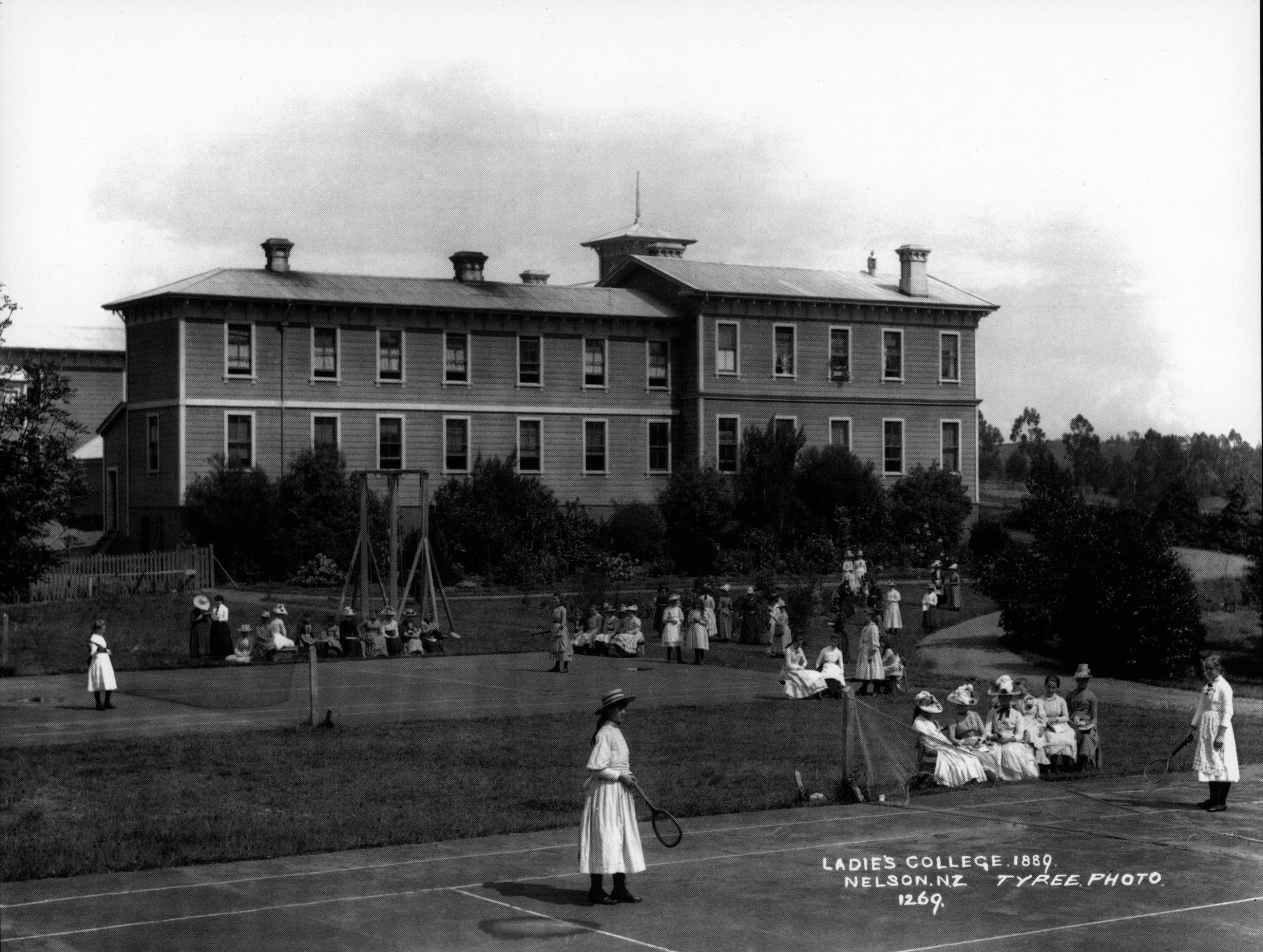
Tennis au Ladies' College (aujourd'hui appelé le Nelson College for Girls) en 1889

Edger est engagée pour la première fois comme enseignante au Christchurch Girls' High School. Elle fonde le Nelson College for Girls en 1883 et en prend la direction. En plus de son poste de directrice, elle enseigne la grammaire anglaise, la composition et la littérature, les sciences physiques, le latin, les mathématiques, le chant et la géographie.  Après son mariage en 1890, elle a d'abord l'intention de continuer à travailler, mais démissionne peu après. Cela serait dû à sa grossesse et à la naissance de son premier enfant. 
Edger occupe ensuite plusieurs postes au sein de la Women's Christian Temperance Union New Zealand (WCTU NZ). Elle est secrétaire correspondante adjointe, rédactrice adjointe du White Ribbon pendant 11 ans, secrétaire d'enregistrement durant 15 ans, surintendante nationale de l'enseignement scientifique de la tempérance et surintendante nationale pour la paix et l'arbitrage. Elle est également membre fondatrice de la Société de Wellington pour la protection des femmes et des enfants et secrétaire nationale de l'Union de la Société des Nations de Nouvelle-Zélande. 

## Vie privée
Edger épouse William Evans en 1890. Elle soutient les œuvres caritatives de son mari en dirigeant une école privée et en accueillant des élèves,. 
À partir de 1921, à la mort de son mari, Kater Edger vit à Wellington. Elle déménage à Dunedin en 1932 où elle meurt le 6 mai 1935.

## Héritage
Le Kate Edger Educational Charitable Trust fournit une aide financière aux femmes poursuivant des études de premier cycle ou de troisième cycle. En 2003, le Kate Edger Information Commons, un dispositif permettant un meilleur accès aux ressources informatiques pour les étudiants, est créé à l'université d'Auckland.
En 2017, Kate Edger est sélectionnée parmi les « 150 femmes en 150 mots » de la Société royale de Nouvelle-Zélande. En septembre 2018, le département de mathématiques de l'université d'Auckland est temporairement renommé « Département de mathématiques Kate Edger » pour marquer le 125e anniversaire du droit de vote des femmes en Nouvelle-Zélande. 
En septembre 2023, Edger reçoit un doctorat honorifique, dans le cadre des célébrations du 140e anniversaire de l'université d'Auckland. Le prix est remis à la petite-fille d'Edger.